# Linyphia triangularis
Linyphia triangularis là một loài nhện trong họ Linyphiidae. Chúng được Carl Alexander Clerck miêu tả năm 1757.
Chiều dài trung bình của con cái dài 5 - 6,6, con đực dài 4,6 - 6mm.

## Phân loài
- Linyphia triangularis juniperina Gábor von Kolosváry, 1933

## Hình ảnh

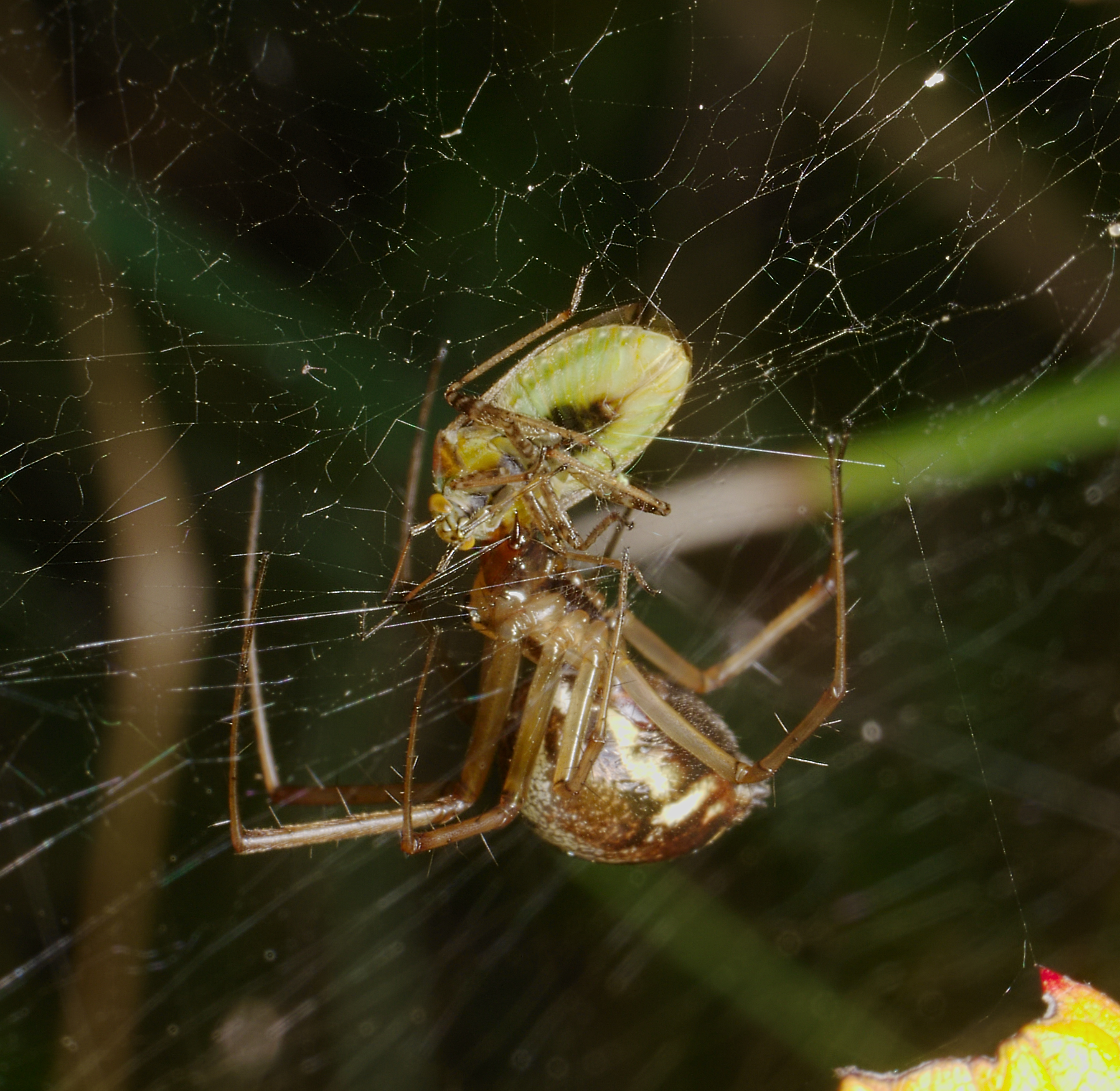
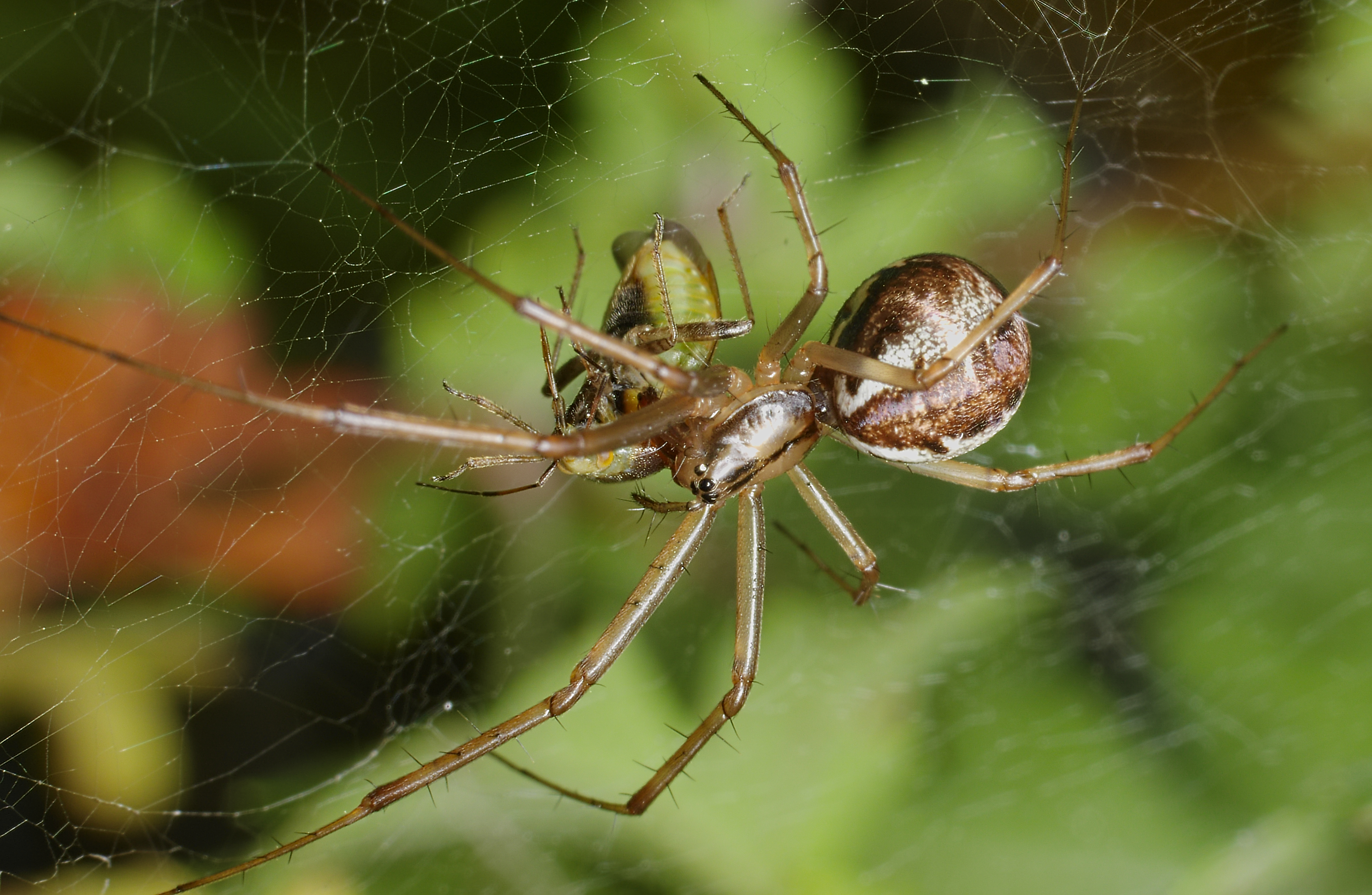
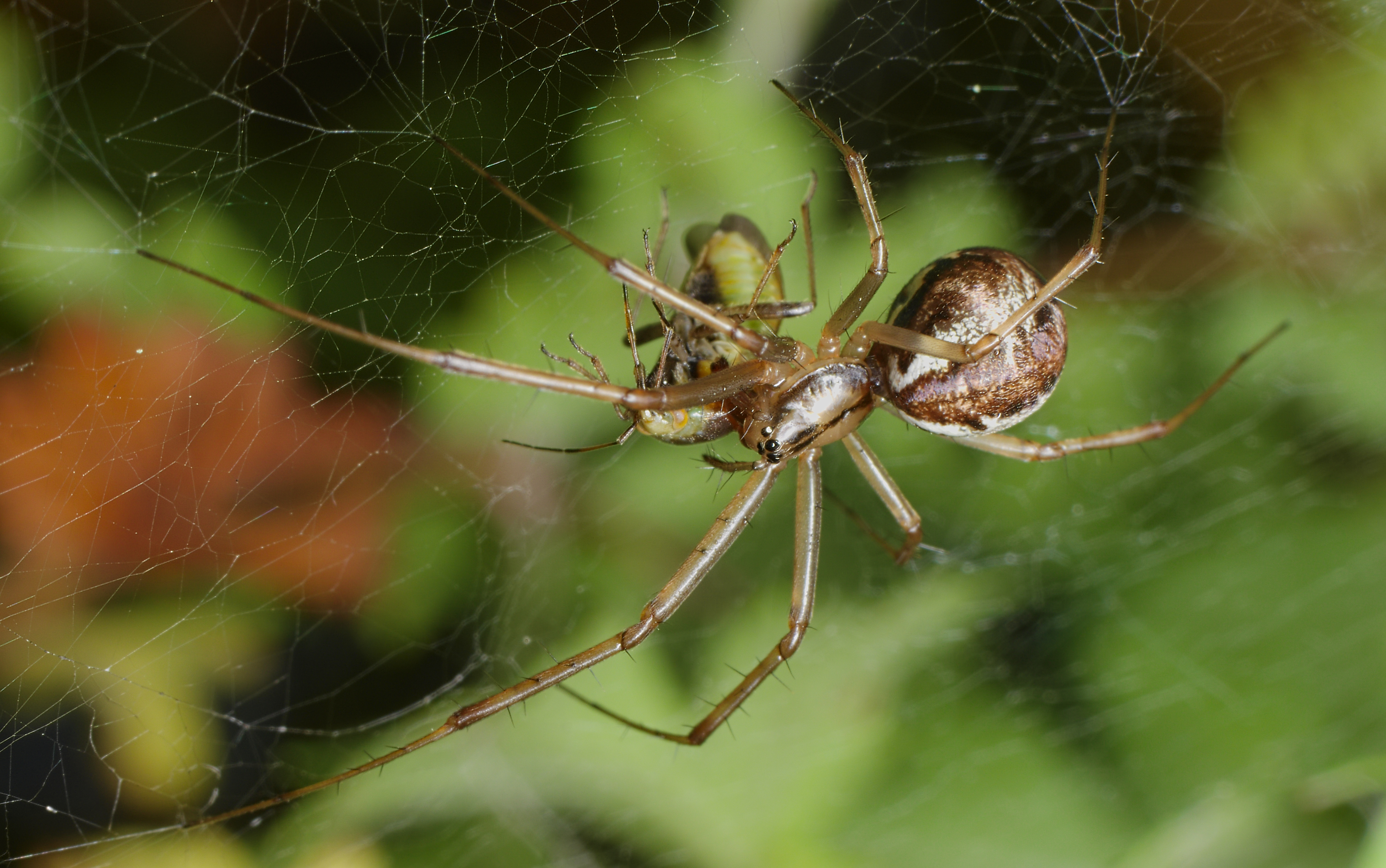
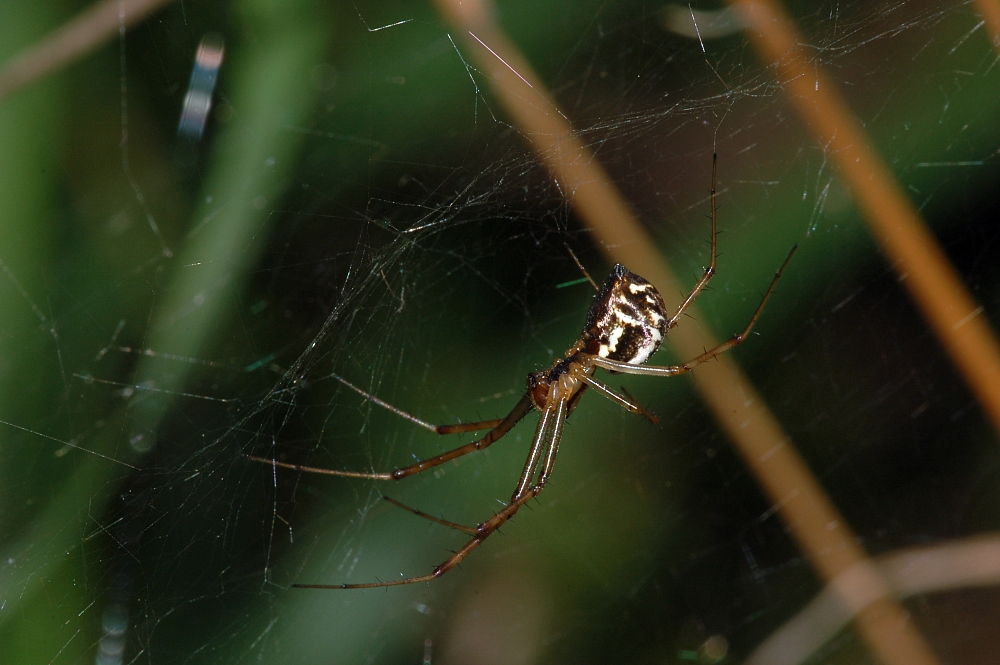